# Декларация об искоренении насилия в отношении женщин
Декларация об искоренении насилия в отношении женщин (Declaration on the Elimination of Violence Against Women, DEVAW) была принята Генеральной Ассамблеей Организации Объединённых Наций без голосования в резолюции 48/104 от 20 декабря 1993 года. В ней содержится признание «[настоятельной необходимости] универсального применения в отношении женщин прав и принципов, касающихся равенства, безопасности, свободы, неприкосновенности и достоинства всех людей». Декларация упоминает и воплощает в себе те же права и принципы, которые закреплены в таких документах, как Всеобщая декларация прав человека, а статьи 1 и 2 содержат наиболее широко используемое определение насилия в отношении женщин.

## Предпосылки
Международное признание того, что женщины имеют право на жизнь, свободную от насилия, появилось недавно, примерно в 1970 году. Исторически сложилось так, что борьба с насилием и с безнаказанностью, которая часто защищает преступников, связана с борьбой за преодоление дискриминации. С момента своего основания Организация Объединённых Наций занималась продвижением прав женщин через такие учреждения, как Комиссия Организации Объединённых Наций по положению женщин (КПЖ). Конвенция о ликвидации всех форм дискриминации в отношении женщин (CEDAW) 1979 года не упоминала о насилии в отношении женщин; Венская декларация и Программа действий (VDPA) от июня 1993 г. были первыми международными документами, прямо осуждающим насилие в отношении женщин. DEVAW была разработана как расширение CEDAW, и в ней прямо говорится, что усиление и дополнение CEDAW является одной из целей.

В сентябре 1992 года КПЖ создала специальную рабочую группу для подготовки проекта декларации против насилия в отношении женщин. Одна из целей резолюции состояла в том, чтобы опровергнуть преобладающую позицию правительства, согласно которой насилие в отношении женщин является частным, домашним делом, не требующим вмешательства государства. В то время было известно, что избиение жены (часто объединяемое терминами «насилие в семье» или «насилие со стороны интимного партнера») было наиболее распространённой формой насилия в отношении женщин. Например, Левинсон (1989) обнаружил, что в 86 % из девяноста изученных культур мужья осуществляли структурное насилие по отношению к своим жёнам; другие исследования того времени продемонстрировали аналогичную кросс-культурную модель. Последствия такого насилия для здоровья были значительными; например, в Соединенных Штатах это было основной причиной травм у женщин, 22-35 % женщин, обращавшихся в отделения неотложной помощи, делали это из-за симптомов, возникших в результате жестокого обращения со стороны партнёра, избитые жёны в 4-5 раз чаще в сравнении с другими женщинами нуждались в психиатрической помощи и в 5 раз чаще совершали суицидальные попытки. Кроме того, сексуальное насилие, включая изнасилование, всё чаще признаётся проблемой, от которой страдает значительная часть всех женщин. В ознаменование Международного женского дня 8 марта 1993 года Генеральный секретарь Бутрос Бутрос-Гали выступил с заявлением в рамках подготовки декларации, в которой прямо излагалась роль ООН в «поощрении» и «защите» прав женщин:
Борьба за права женщин и задача создания новой Организации Объединённых Наций, способной содействовать миру и ценностям, которые питают и поддерживают его, — это одно и то же. Сегодня более, чем когда-либо, дело женщин является делом всего человечества.

## Определение насилия в отношении женщин
Согласно концептуальной записке Международной группы экспертов по борьбе с насилием в отношении женщин и девочек из числа коренных народов (сотрудничающей с UNPFII) от января 2012 г., статьи 1 и 2 DEVAW содержат «наиболее широко используемое определение насилия в отношении женщин и девочек»; это утверждение подтверждает Жаки Тру (2012):
Статья первая:
Для целей настоящей Декларации термин «насилие в отношении женщин» означает любой акт насилия, совершенный на основании полового признака, который причиняет или может причинить физический, половой или психологический ущерб или страдания женщинам, а также угрозы совершения таких актов, принуждение или произвольное лишение свободы, будь то в общественной или личной жизни.
Статья вторая:

Насилие в отношении женщин, как подразумевается, охватывает следующие случаи, но не ограничивается ими:а) физическое, половое и психологическое насилие, которое имеет место в семье, включая нанесение побоев, половое принуждение в отношении девочек в семье, насилие, связанное с приданым, изнасилование жены мужем, повреждение женских половых органов и другие традиционные виды практики, наносящие ущерб женщинам, внебрачное насилие и насилие, связанное с эксплуатацией;

b) физическое, половое и психологическое насилие, которое имеет место в обществе в целом, включая изнасилование, половое принуждение, половое домогательство и запугивание на работе, в учебных заведениях и в других местах, торговлю женщинами и принуждение к проституции;
с) физическое, половое и психологическое насилие со стороны или при попустительстве государства, где бы оно ни происходило.

## Влияние
Декларация об искоренении насилия в отношении женщин повлияла на развитие ряда других инструментов и институтов в области прав человека:
- Специальный докладчик ООН по вопросу о насилии в отношении женщин: DEVAW был одним из документов, на которые ссылалась Комиссия ООН по правам человека в резолюции 1994/45, принятой 4 марта 1994 г.[12], в которой она решила назначить Радхику Кумарасвами своей первой Специальной докладчицей по вопросу о насилии в отношении женщин, включая его причины и последствия. Специальный докладчик уполномочен собирать и анализировать данные от правительств, договорных органов, специализированных учреждений, НКО и других заинтересованных сторон, а также эффективно реагировать на такую информацию. Кроме того, докладчики играют роль в выработке рекомендаций на международном, национальном и региональном уровнях, а также в поддержании связи с другими специальными докладчиками, специальными представителями, рабочими группами и независимыми экспертами Комиссии по правам человека[13].
- Межамериканская конвенция о предупреждении, наказании и искоренении насилия в отношении женщин (Конвенция Белен-ду-Пара): DEVAW упоминается в преамбуле Конвенции Белен-ду-Пара от 9 июня 1994 года[14].
- Международный день борьбы за ликвидацию насилия в отношении женщин: Резолюция ООН 54/134 от 17 декабря 1999 г., признавшая 25 ноября Международным днём борьбы за ликвидацию насилия в отношении женщин, сослалась на Декларацию об искоренении насилия в отношении женщин (резолюция ООН 48). /104) дважды[15].

## Проблемы
Многие защитники прав женщин, которые верят в права человека, выразили обеспокоенность тем, что большая часть позиций, завоёванных декларацией, оказалась под угрозой из-за подъёма более консервативных сил в международном сообществе. В марте 2003 года во время заседания Комиссии ООН по положению женщин делегат из Ирана возражал против включения пункта, призывающего правительства «осуждать насилие в отношении женщин и воздерживаться от ссылок на какие-либо обычаи, традиции или религиозные соображения, чтобы уклоняться от своих обязательств в отношении его искоренения, изложенных в Декларации об искоренении насилия в отношении женщин». Представители Египта, Пакистана, Судана и США также высказали возражения, что стало первой дипломатической неудачей в Комиссии ООН по положению женщин.

## Кампании
Каждый год Международный день борьбы за ликвидацию насилия в отношении женщин знаменует собой начало 16 дней активных действий против гендерного насилия. Правозащитные организации, такие как Center for Women’s Global Leadership, Unifem, Women Won’t Wait, Women for a Change, Women’s Aid и другие группы объединяются, чтобы выступить против гендерного насилия и продвигать права и принципы декларации. В 2008 году для прекращения насилия, с которым сталкиваются женщины, был предпринят шаг, известный как «Объединимся, чтобы положить конец насилию в отношении женщин». Он направлен на повышение осведомлённости общественности о проблеме и на прекращение насилия, с которым женщины и девочки сталкиваются во всём мире. Ещё многое предстоит сделать: только 2 из 3 стран запретили насилие в семье, а 37 стран освобождают от судебного преследования лиц, осуществляющих сексуальную эксплуатацию, если они состоят в браке с жертвой либо вскоре вступят в брак с жертвой. В 49 странах до сих пор нет законов, защищающих женщин от домашнего насилия.

10 апреля 2009 года Amnesty International провела демонстрацию в Нараянгате, Непал, чтобы привлечь внимание к тяжёлому положению активисток за права женщин после того, как непальское государство не смогло защитить двух активисток от насильственных нападений и, наконец, от их убийства. Несмотря на ратификацию декларации, Непал не соблюдал статью 4-c, в которой утверждается чёткое обязательство государств:
уделять надлежащее внимание вопросам предупреждения и расследования актов насилия в отношении женщин и наказания за них в соответствии с национальным законодательством, независимо от того, совершены ли такие акты государством или частными лицами;